# Чудо в Манчестере
Чудо в Манчестере (англ. Miracle at Manchester) — американский семейный драматический фильм 2022 года режиссёра Эдди Макклинтока по сценарию Джейсона Кэмпбелла. В фильме снимались Макклинток, Дин Кейн, Дэниел Робук и Кори Гетман. Фильм основан на реальной истории, произошедшей в 2015 году, о диагностированном раке мозга у Брайсена Ньюмана и его выздоровлении в Кафедральной католической средней школе.

## Сюжет
Подросток, борющийся с агрессивной формой рака мозга, помогает восстановить веру своего отца, когда его путь к исцелению превращается в историю чудес. 

## В ролях
- Эдди Макклинток — Ричард Ньюман
- Дин Кейн — доктор Гетти
- Дэниел Робук — Эд Хансон
- Кори Гетман — Брайсен Ньюман
- Кэти Паттерсон — Мэрилин Хансон
- Элли Мэй Луиза Смит — Грейс Майлз
- Лорен Оуэнс — Райли
- Курт Бойд — Курт
- Томас Питерсон — Маркус
- Брианна Лаурети — Люси
- Ник Авила — Майлз Химмель

## Производство
Фильм основан на реальной истории 2015 года, в которой ученик Кафедральной католической средней школы Брайсен Ньюман пережил рак мозга. Основные съёмки проводились в Сан-Диего в апреле 2022 года, большая часть которых проходила в Кафедральной католической средней школе.

## Выпуск
Премьера фильма состоялась 3 декабря 2022 года в 'Сан-Диего, Калифорния. Фильм был выпущен на DVD и в потоковом режиме 4 апреля 2023 года компаниями Bridgestone Multimedia и Allied Vaughn.

## Критика
Ричард Пропс из The Independent Critic оценил фильм на 3,5 из 4. Осия Руппрехт из Центра медиаисследований имени Полин сказал, что их впечатлило «хорошее расположение духа и щедрость Брайсена, даже когда он сталкивается с неудачами». Купер Дауд из Movie Guide отметил, что в фильме присутствуют некоторые проявления насилия, но присвоил ему оценку 3 из 4 за развлекательность. Газета Dove одобрила его для просмотра зрителями от 12 лет и старше, заявив: «Это замечательный фильм, основанный на вере, который окупается с лихвой». Эмили Цао из The Plugged In Show сказала, что «эта история — вдохновляющее напоминание о том, что может произойти, когда христиане доверяют Богу — Богу, который по-прежнему творит чудеса».